# Kirsanovova reakce
Kirsanovova reakce je organická reakce sloužící k přípravě některých organických sloučenin fosforu. Jedná se o reakci terciárního fosfinu s halogenem a následně s aminem, jejímiž produkty jsou iminofosfiny, používané v organické chemii jako ligandy a reaktanty. Příkladem může být reakce trifenylfosfinu s bromem za vzniku bromtrifenylfosfoniumbromidu:
(C65)3P + Br2 → (C65)3PBr+Br−
Tato sůl může reagovat s alkylaminy za tvorby iminofosforanů:
(C65)3PBr+Br− + 3 RNH2 → (C65)3PNR + 2 RNH3+Br−
Tento postup se používá v případech, kdy nelze provést Staudingerovu reakci, například pokud není dostupný organický azid, kde se k tvorbě fosforanu místo něj použije alkylamin.